# Ramón Castro Castro

Bischofswappen von Ramón Castro Castro

Ramón Castro Castro (* 27. Januar 1956 in Teocuitatlán de Corona) ist ein mexikanischer Geistlicher und römisch-katholischer Bischof von Cuernavaca.

## Leben
Ramón Castro Castro empfing am 13. Mai 1982 die Priesterweihe.
Papst Johannes Paul II. ernannte ihn am 2. April 2004 zum Titularbischof von Suelli und Weihbischof in Yucatán. Die Bischofsweihe spendete ihm der Erzbischof von Yucatán, Emilio Carlos Berlie Belaunzarán, am 3. Juni desselben Jahres; Mitkonsekratoren waren Giuseppe Bertello, Apostolischer Nuntius in Mexiko, und Rafael Romo Muñoz, Bischof von Tijuana.
Papst Benedikt XVI. ernannte ihn am 8. April 2006 zum Bischof von Campeche.
Am 15. Mai 2013 ernannte Papst Franziskus Castro zum Bischof von Cuernavaca. Die Amtseinführung folgte am 10. Juli desselben Jahres.
Seit 2021 ist er für eine dreijährige Amtszeit Generalsekretär der Mexikanischen Bischofskonferenz.